# Левовий тамарин золотий
Левовий тамарин золотий (Leontopithecus rosalia), також відомий як «золота мавпа», — вид маленьких мавп родини Капуцинові (Cebidae).
Зустрічається в прибережних Атлантичних лісах Бразилії. Золотий левовий тамарин зараз знаходиться під загрозою зникнення і є однією з найрідкісніших тварин у світі: розмір дикої популяції — близько 1 000 особин, а в неволі перебувають близько 500.

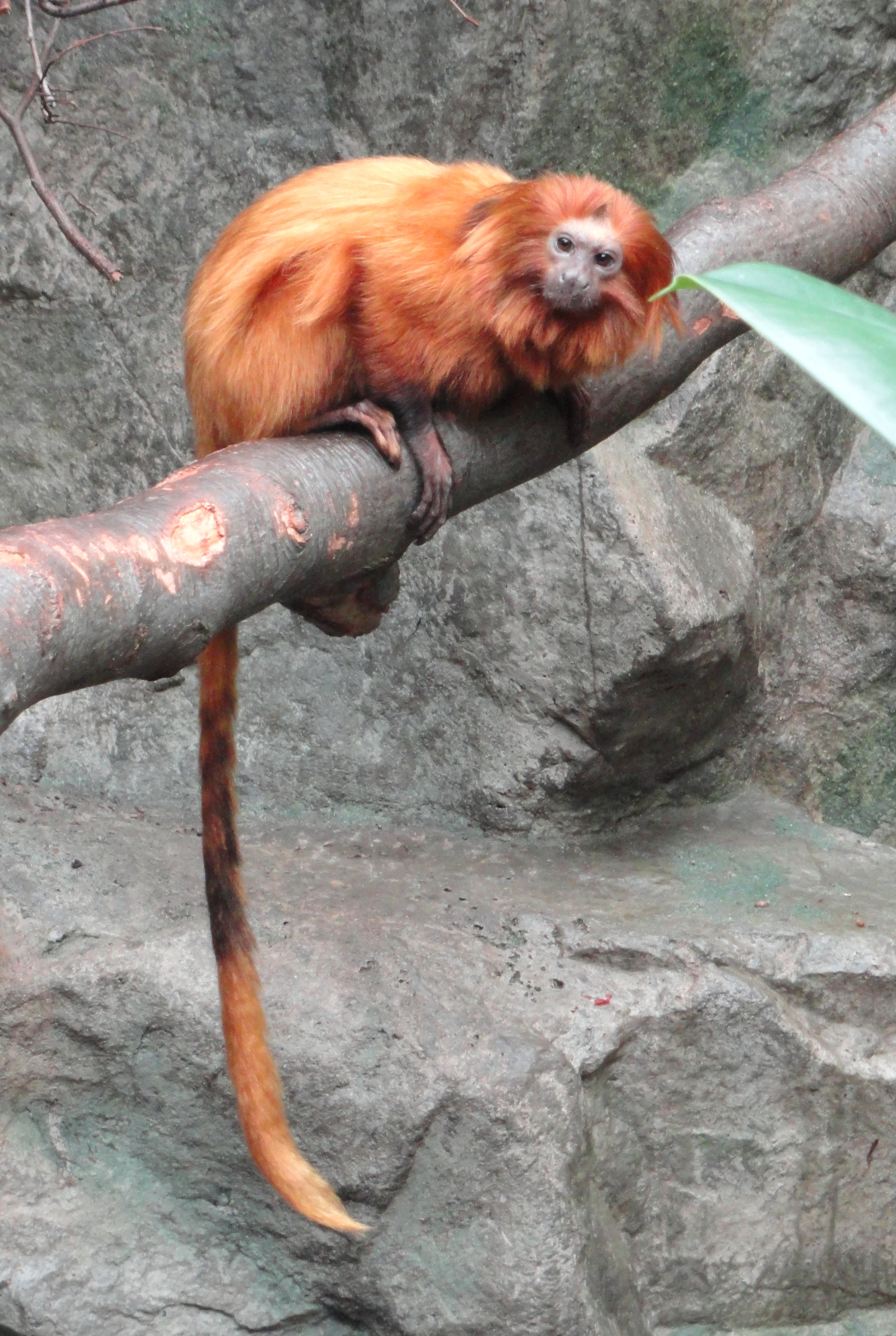
Копенгагенський зоопарк, Копенгаген, Данія.
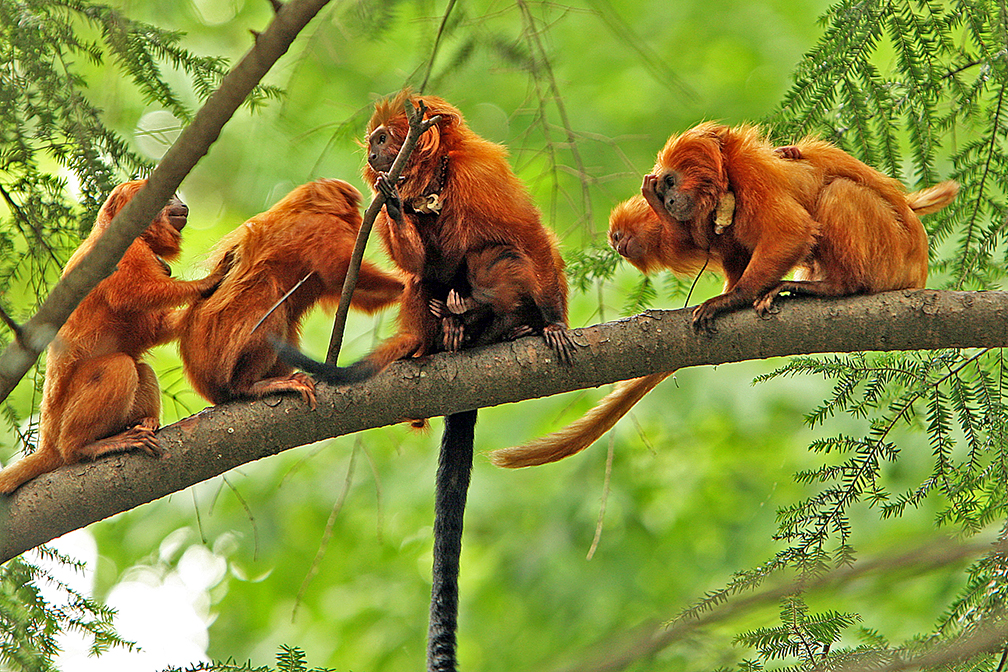
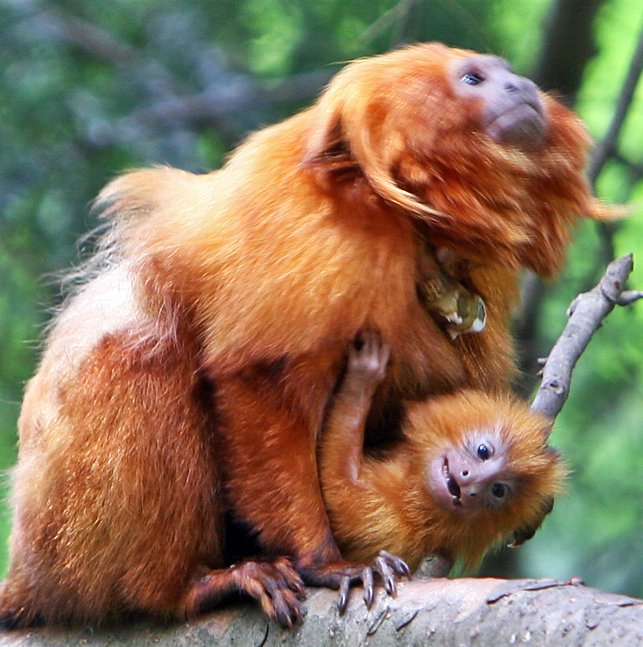
Мати забезпечує транспортування на ранніх етапах життя немовляти.